# White Island Shores
White Island Shores es un lugar designado por el censo ubicado en el condado de Plymouth en el estado estadounidense de Massachusetts. En el Censo de 2010 tenía una población de 2.106 habitantes y una densidad poblacional de 638,75 personas por km².

## Geografía
White Island Shores se encuentra ubicado en las coordenadas 41°47′37″N 70°38′20″O / 41.79361, -70.63889. Según la Oficina del Censo de los Estados Unidos, White Island Shores tiene una superficie total de 3.3 km², de la cual 2.92 km² corresponden a tierra firme y (11.39%) 0.38 km² es agua.

## Demografía
Según el censo de 2010, había 2.106 personas residiendo en White Island Shores. La densidad de población era de 638,75 hab./km². De los 2.106 habitantes, White Island Shores estaba compuesto por el 89.6% blancos, el 2.56% eran afroamericanos, el 0.76% eran amerindios, el 1.33% eran asiáticos, el 0.14% eran isleños del Pacífico, el 2.99% eran de otras razas y el 2.61% pertenecían a dos o más razas. Del total de la población el 2.94% eran hispanos o latinos de cualquier raza.